# Menschenrechtskomitee in der UdSSR
Das Menschenrechtskomitee in der UdSSR (russisch Комитет прав человека в СССР / Komitet praw tscheloweka w SSSR, wiss. Transliteration Komitet prav čeloveka v SSSR; engl. Committee on Human Rights in the USSR), im Deutschen meist unter der Bezeichnung Komitee zur Durchsetzung der Menschenrechte, ist eine Menschenrechtsvereinigung, die im November 1970 in Moskau gegründet wurde, um das Problem der Gewährleistung und Förderung der Menschenrechte in der UdSSR zu untersuchen. Diese unabhängige Zivilgesellschaft war die zweite Gruppe dieser Art in der Sowjetunion, nach der 1969 gegründeten Initiativgruppe zum Schutz der Menschenrechte in der UdSSR. Erste Proteste hatten gegen die Verhaftung und Verurteilung der Schriftsteller Andrei Donatowitsch Sinjawski und Juli Markowitsch Daniel im Jahr 1966 stattgefunden.
Die Gründer des Komitees waren Waleri Nikolajewitsch Tschalidse, Andrei Dmitrijewitsch Sacharow und Andrei Nikolajewitsch Twerdochlebow. Später gehörten Igor Rostislawowitsch Schafarewitsch, Grigori Sergejewitsc Podjapolskij, Alexander Sergejewitsch Jessenin-Wolpin, Boris Issaakowitsch Zukerman und Sofja Wassiljewna Kalistratowa dazu.
Das inoffizielle Presseorgan des Komitees war das von Tschalidse herausgegebene Samisdat-Magazin Obschtschestwennyje problemy („Soziale Probleme“).
Das Menschenrechtskomitee war die erste Dissidentenvereinigung, die internationalen Status erhielt: Es wurde assoziiertes Mitglied der Fédération internationale des ligues des droits de l’Homme (Internationale Liga für Menschenrechte) und des Institut international des droits de l’homme (Internationales Instituts für Menschenrechte).
Die Aktivitäten des Komitees kamen Mitte der 1970er Jahre zu einem Ende, als Waleri Nikolajewitsch Tschalidse die Rückreise aus den USA verweigert wurde, Andrei Nikolajewitsch Twerdochlebow das Komitee verließ und Grigori Sergejewitsch Podjapolskij (1926–1976) starb.